# Arslan Hane

Arslan Hane - não mostrada no mapa - está localizada na parte oriental da cidade murada, ao sul de Santa Sofia e esquerda do Portão Calce

Arslan Hane ou Arslanhane ("abrigo ou casa do leão" em turco) foi uma igreja ortodoxa oriental bizantina convertida em um edifício profano pelos otomanos na cidade de Istambul, Turquia. A igreja foi dedicada ao Cristo de Calce (ou Cristo Calcita; em grego: Χριστός τῆς Χαλκῆς), devido à imagem de Jesus ("Cristo Calcita") situada acima da entrada principal do Portão Calce ("portão de bronze"). Este edifício, cujo nome deriva possivelmente de suas portas e telhas feitas de bronze (em grego: chálkeos), foi um vestíbulo monumental do Grande Palácio de Constantinopla.
A igreja profanada, já bastante danificada pelo fogo, foi demolida em 1804. Inicialmente uma pequena capela com capacidade para quinze pessoas, durante o reinado do imperador João I Tzimisces (r. 969–976) foi ampliada, tornando-se uma igreja, em comemoração a vitória contra a Rússia de Quieve. Além de receber a cripta do imperador, foi o recinto de inúmeros artefatos religiosos de valor, bem como pinturas e mosaicos.

## História

### Período bizantino

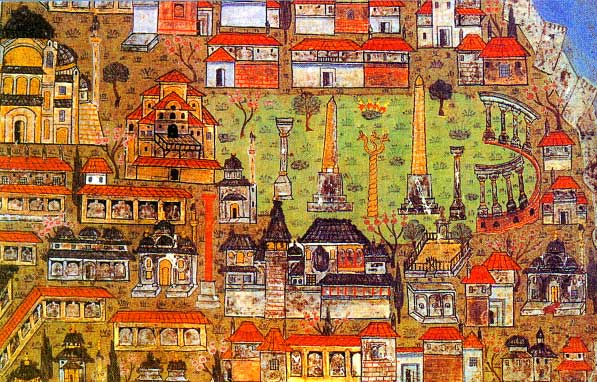
Iluminura de 1536 do Hipódromo da autoria do miniaturista otomano Matrakçı Nasuh. Arslan Hane é o grande edifício abobadado vermelho-alaranjado com um terraço, à esquerda do prado florescente (o sítio do antigo Hipódromo) e à direita de Santa Sofia

No século X, o imperador Romano I Lecapeno (r. 920–944) erigiu próximo do Calce uma capela dedicada a Cristo Calcita, o nome da imagem de Jesus que adornava a entrada principal do edifício. Esta imagem - sendo um dos principais símbolos religiosos da cidade - teve grande importância durante o período iconoclasta.[a] O templo era tão pequeno que poderia conter não mais que quinze pessoas. Em 971, o imperador João I Tzimisces ampliou a capela, construindo uma igreja de dois andares para celebrar sua vitória contra a Rússia de Quieve, e dotou-a com um clero de 50 membros.
O novo edifício, que foi erigido em parte usando material das termas palacianas de "tou oikonomíou", que a essa altura estavam em ruínas, foi ricamente decorado. João I foi enterrado na cripta da igreja em 976. Em 1183, Andrônico I Comneno (r. 1081–1118) foi ali proclamado imperador, em associação com o jovem imperador Aleixo II Comneno (r. 1080–1083), condenado à morte imediatamente depois. De acordo com um peregrino russo, a igreja ainda estava em uso no segundo quartel do século XV.

### Período otomano
Após a Queda de Constantinopla perante os otomanos em 1453, a pousada dos engenheiros de combate (em turco: Cebehane) foi colocada próximo à igreja, e esta foi abandonada. Depois, como a igreja de São João em Dípio,[b] o térreo do edifício foi usado como casa para animais selvagens (leões - daí o nome turco Arslan Hane - tigres, elefantes, etc.) destinados à corte do sultão no Palácio de Topkapı. Ao mesmo tempo, o piso superior tinha suas janelas muradas e foi usado como alojamento para os pintores de afrescos e miniaturistas ativos no palácio do sultão (em turco: Nakkaş hane).

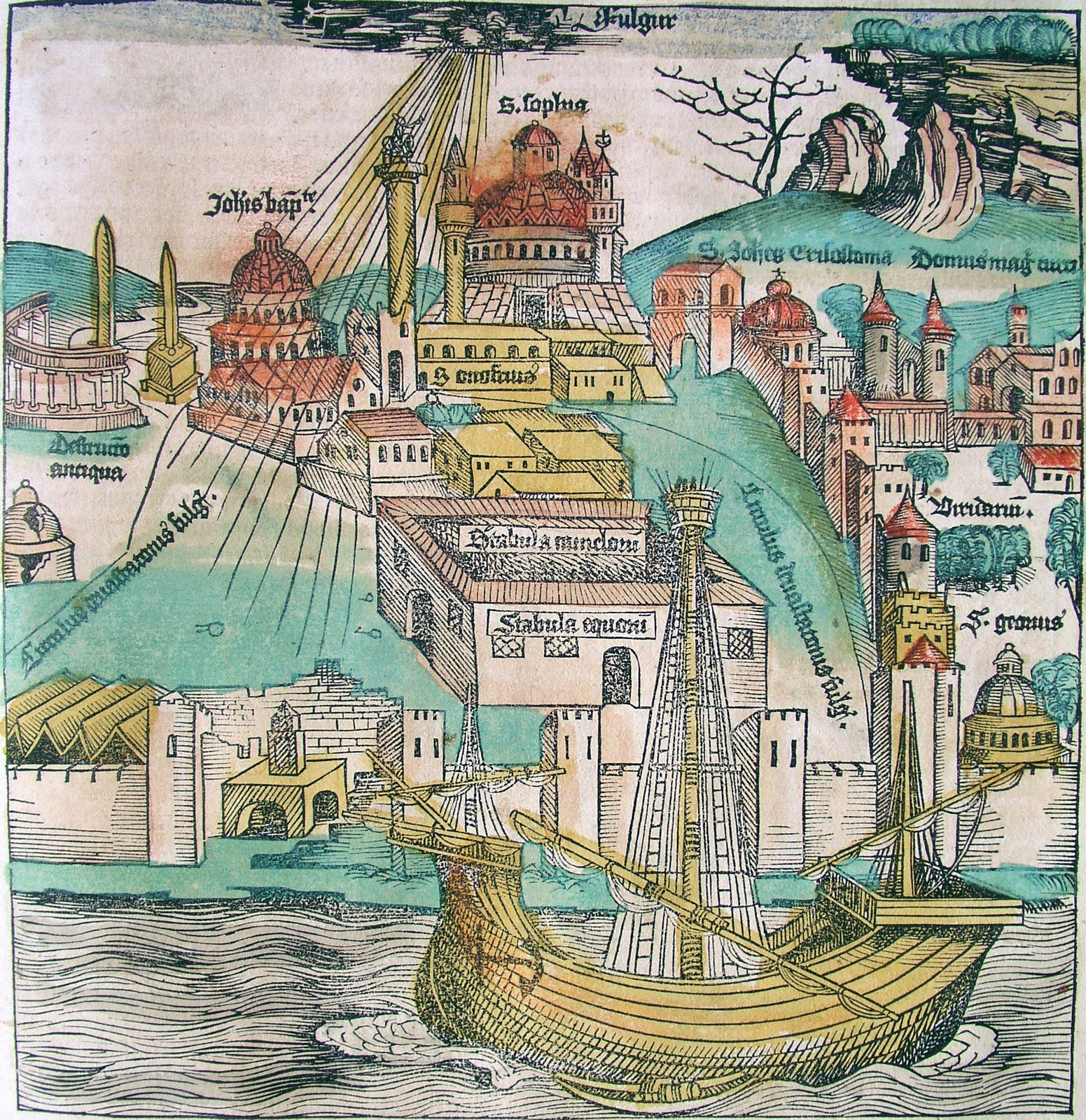
Constantinopla segundo a Crônica de Nuremberga. Arslan Hane seria a igreja entre o Hipódromo (onde é possível localizar o Obelisco de Teodósio em amarelo) e Santa Sofia

Em 1741, um incêndio no bairro de Santa Sofia danificou o edifício, bem como os Banhos de Roxelana. Em 1802, o piso superior pegou fogo e em 1804, o edifício foi demolido. Houve numerosos incêndios nos anos seguintes nos edifícios construídos no local, até que em 1846-1848 o arquiteto suíço-italiano Gaspare Fossati construiu a principal sede da nova Universidade de Istambul no mesmo local.

## Descrição
A estrutura estava localizada em Istambul, no distrito de Fatih, no bairro de Sultanahmet, cerca de 100 metros ao sul do canto sudoeste de Santa Sofia, não muito longe da Coluna de Justiniano e à esquerda do Portão Calce do Grande Palácio, ambos desaparecidos. Sobre a primeira capela sabe-se apenas que duas colunas de mármore usadas para sua construção foram trazidas de Tessalônica. Uma representação da cidade em 1493 incluída na Crônica de Nuremberga, outra de 1532 pintada por Matrakçı Nasuh, e uma gravura em um livro de geografia publicado em Veneza em 1804[c] são as únicas três imagens existentes da igreja, embora nesta última o edifício já seja representado em ruínas.
O edifício parece ser feito de cantaria e tijolo, com um plano central e dois andares encimados por uma cúpula. O pavimento superior foi ladeado por duas semi-cúpulas e foi precedido por um terraço. Ambos os pisos foram perfurados por janelas. Internamente a igreja era adornada com vasos preciosos e ícones (tais como o famoso ícone da Virgem vindo de Beirute) e ricamente decorado com pinturas e mosaicos. Os restos destes, bem como inscrições em grego, ainda eram visíveis no interior do mesmo até o século XVIII. João I Tzimisces dotou a igreja com várias relíquias, entre elas as alegadas sandálias de Jesus e o cabelo de São João Batista, e teve sua tumba, feita de ouro e esmalte, construída na cripta.